# Taz-mánia
A Taz-mánia (eredeti cím: Taz-Mania) ausztrál–amerikai televíziós rajzfilmsorozat, amelynek alkotója Art Vitello volt. A forgatókönyvet Gary Hartle írta, a rajzfilmsorozatot Keith Baxter rendezte, a zenéjét Steven Bernstein szerezte, a producere Art Vitello volt. A Warner Bros. Animation készítette, a Warner Bros. Television forgalmazta. Ausztráliában az ABC Kids vetítette, Amerikában a Fox Kids sugározta, Magyarországon az HBO, az RTL Klub, a TV2 és a Boomerang adta.

## Szereplők

### Főszereplők
| Szereplő                                   | Eredeti hang     | Magyar hang                                     | Magyar hang        |
| Szereplő                                   | Eredeti hang     | 1. szinkron (1993–1996)                         | 2. szinkron (2012) |
| ------------------------------------------ | ---------------- | ----------------------------------------------- | ------------------ |
| Taz (tasman ördög)                         | Jim Cummings     | Vass Gábor                                      | Vass Gábor         |
| Hugó (tasman ördög)                        | Maurice LaMarche | Kárpáti Tibor                                   | Jakab Csaba        |
| Dugó bácsi (tasman ördög)                  | Maurice LaMarche | Hankó Attila                                    | Rosta Sándor       |
| Márika (tasman ördög)                      | Miriam Flynn     | Némedi Mari                                     | Zakariás Éva       |
| Zizi (tasman ördög)                        | Kellie Martin    | Somlai Edina                                    | Pekár Adrienn      |
| Bütyök (tasman ördög)                      | Debi Derryberry  | Szokol Péter                                    | Straub Martin      |
| Teknőseb (teknős)                          | Rob Paulsen      | saját hangján                                   | saját hangján      |
| Boxer                                      | Jim Cummings     | Papp János (1. hang) Kristóf Tibor (2. hang)    | Várkonyi András    |
| Rézi mama                                  | Rosalyn Landor   | Martin Márta                                    | Andresz Kati       |
| Sarolta (koala)                            | Rosalyn Landor   | Menszátor Magdolna                              | Mezei Kitty        |
| Mr. Stikli (kenguru)                       | Dan Castellaneta | Pogány György (1. hang) Kassai Károly (2. hang) | N/A                |
| Ubul (krokodil)                            | John Astin       | Salinger Gábor                                  | Megyeri János      |
| Axel (krokodil)                            | Rob Paulsen      | F. Nagy Zoltán                                  | Vincze Gábor Péter |
| Didgeri Dingó (dingó)                      | Rob Paulsen      | Jakab Csaba                                     | Czvetkó Sándor     |
| X. Bertalan Buci Bushlad (bennszülött fiú) | Rob Paulsen      | Bolba Tamás                                     | N/A                |
| Timothy Platypus (kacsacsőrű emlős)        | Rob Paulsen      | Holl Nándor (1. hang) Szűcs Sándor (2. hang)    | Gáspár András      |
| Daniel Platypus (kacsacsőrű emlős)         | Maurice LaMarche | Szűcs Sándor (1. hang) Holl Nándor (2. hang)    | Gáspár András      |
| Willie Wombat (vombat)                     | Maurice LaMarche | Fekete Zoltán                                   | N/A                |
| Wendel M. Farkas (farkas)                  | Jim Cummings     | Forgács Gábor (1. hang) Balázsi Gyula (2. hang) | Elek Ferenc        |
| Agyar Bandi (vaddisznó)                    | Jim Cummings     | Jakab Csaba                                     | Csuja Imre         |
| Felton törzsfőnök (bennszülött férfi)      | Jim Cummings     | Varga T. József                                 | Kőszegi Ákos       |
| Patkányvezér (bennszülött patkány)         | Phil Proctor     | Varga T. József                                 | N/A                |

### Bolondos dallamokszereplők
| Szereplő                                 | Eredeti hang     | Magyar hang                    | Magyar hang               |
| Szereplő                                 | Eredeti hang     | 1. magyar változat (1993–1996) | 2. magyar változat (2012) |
| ---------------------------------------- | ---------------- | ------------------------------ | ------------------------- |
| Tapsi Hapsi (nyúl)                       | Greg Burson      | N/A                            | Barát Attila              |
| Dodó kacsa (kacsa)                       | Maurice LaMarche | N/A                            | Gáspár András             |
| Rissz-Rossz Sam (vörös bajuszos bandita) | Maurice LaMarche | N/A                            | N/A                       |
| Sam juhászkutya                          | Jim Cummings     | N/A                            | N/A                       |
| Bóbita kakas                             | Greg Burson      | Sinkovits-Vitay András         | N/A                       |
| Marvin, a marslakó                       | Rob Paulsen      | N/A                            | N/A                       |
| Gyalogkakukk                             | –                | –                              | –                         |

- További magyar hangok (1. magyar változatban): Albert Péter, Balázsi Gyula, Bácskai János, Botár Endre, Buss Gyula, Dobránszky Zoltán, F. Nagy Zoltán, Garai Róbert, Honti György, Imre István, Kiss Erika, Lippai László, Magda Gabi, Minárovits Péter, Molnár Ilona, Móni Ottó, Orosz István, Pálfai Péter, Rácz Kati, Rudas István, Schnell Ádám, Uri István, Várkonyi András, Wohlmuth István, Zalán János, Zágoni Zsolt
- További magyar hangok (2. magyar változatban): Bácskai János, Berkes Bence, Fekete Zoltán, Forgács Gábor, Juhász Zoltán, Kapácsy Miklós, Kárpáti Levente, Kerekes József, Koncz István, Kossuth Gábor, Láng Balázs, Orosz István, Seszták Szabolcs

## Epizódok
| #   | Magyar cím                               | Eredeti cím                                           |  |
| --- | ---------------------------------------- | ----------------------------------------------------- |  |
|     |                                          |                                                       |  |
| 01. | A leghősebb teknőseb                     | The Dog the Turtle Story                              |  |
|     |                                          |                                                       |  |
| 02. | Apja fia                                 | Like Father, Like Son                                 |  |
| 02. | A félelem ösvényén                       | Frights of Passage                                    |  |
|     |                                          |                                                       |  |
| 03. | Háború és Vége                           | War & Pieces                                          |  |
| 03. | Légi fészekfosztogató                    | Airbourne Airhead                                     |  |
|     |                                          |                                                       |  |
| 04. | Semmi piknik                             | It’s No Picnic                                        |  |
| 04. | Kiwi király módra                        | Kee-Wee ala King                                      |  |
|     |                                          |                                                       |  |
| 05. | A munka ördöge                           | A Devil of a Job                                      |  |
|     |                                          |                                                       |  |
| 06. | Kócsagcsata                              | Battling Bushrats                                     |  |
| 06. | Az ördög és a mélykék tenger             | Devil in the Deep Blue Sea                            |  |
|     |                                          |                                                       |  |
| 07. | Magányos farkas                          | Woeful Wolf                                           |  |
|     |                                          |                                                       |  |
| 08. | A lila ruhába bújt ördög                 | Devil with the Violet Dress On                        |  |
| 08. | Koalarabló                               | Kidnapped Koala                                       |  |
|     |                                          |                                                       |  |
| 09. | Vad a vadonban                           | Mishap in the Mist                                    |  |
| 09. | Fogfájás                                 | Toothache Taz                                         |  |
|     |                                          |                                                       |  |
| 10. | Cica-mica                                | Here Kitty, Kitty, Kitty                              |  |
| 10. | Ördögi antré                             | Enter the Devil                                       |  |
|     |                                          |                                                       |  |
| 11. | Boxer és a boszik                        | Bewitched Bob                                         |  |
|     |                                          |                                                       |  |
| 12. | Kamerakavalkád                           | Instant Replay                                        |  |
| 12. | Taz és a szárnyasgyík                    | Taz and the Pterodactyl                               |  |
|     |                                          |                                                       |  |
| 13. | A kutya vacsorája                        | Pup Goes the Wendal                                   |  |
| 13. | Én vagyok én, te vagy Taz                | I’m Okay, You’re Taz                                  |  |
|     |                                          |                                                       |  |
| 14. | Képregényőrület                          | Comic Madness                                         |  |
| 14. | Sorozatos baklövések                     | Blunders Never Cease                                  |  |
|     |                                          |                                                       |  |
| 15. | Kopogd le a fán                          | Mall Wrecked                                          |  |
| 15. | Dingó bűvést                             | A Dingo’s Guide to Magic                              |  |
|     |                                          |                                                       |  |
| 16. | Narancskaland                            | Road to Tazmania                                      |  |
|     |                                          |                                                       |  |
| 17. | A fiúk bulizni akarnak                   | Boys Just Wanna Have Fun                              |  |
| 17. | Boldogtalan kettős                       | Unhappy Together                                      |  |
|     |                                          |                                                       |  |
| 18. | Taz zsugorítási akció                    | The Amazing Shrinking Taz and Co.                     |  |
|     |                                          |                                                       |  |
| 19. | Ó, bratyó!                               | Oh, Brother                                           |  |
| 19. | Taz babakorban                           | Taz Babies                                            |  |
|     |                                          |                                                       |  |
| 20. | Tazmán-színház                           | Taz-Manian Theatre                                    |  |
| 20. | Kerge patkányok                          | The Bushrats Must Be Crazy                            |  |
|     |                                          |                                                       |  |
| 21. | Bütyök randevúja                         | Jake’s Big Date                                       |  |
| 21. | Taz, a beugró                            | Taz Live                                              |  |
|     |                                          |                                                       |  |
| 22. | Tazmán magán kívül                       | The Outer Taz-Manian Zone                             |  |
| 22. | Cicus cicus cicuska                      | Here Kitty, Kitty Part II                             |  |
|     |                                          |                                                       |  |
| 23. | Tazmánia vicces házivideói               | Tazmania’s Funniest Home Videos                       |  |
| 23. | Kupak blues                              | Bottle Cap Blues                                      |  |
|     |                                          |                                                       |  |
| 24. | Szívdöglesztő Taz                        | Heartbreak Taz                                        |  |
| 24. | Csak azért is...'                        | Just Be ’Cuz                                          |  |
|     |                                          |                                                       |  |
| 25. | Tanulj, krokodil, szandál lesz belőled   | Sidekicked                                            |  |
| 25. | Bolond lyukból bolond szél fúj           | Gone With the Windbag                                 |  |
|     |                                          |                                                       |  |
| 26. | Visszavágó                               | The Return of the Road to Taz-Mania Strikes Back      |  |
|     |                                          |                                                       |  |
| 27. | Taz szeret Dingo                         | Taz Like Dingo                                        |  |
|     |                                          |                                                       |  |
| 28. | Tazmán patkányfogó                       | The Pied Piper of Taz-Mania                           |  |
| 28. | Az elásott kincs                         | The Treasure of the Burnt Sienna                      |  |
|     |                                          |                                                       |  |
| 29. | Gyanús árnyékok                          | Not a Shadow of a Doubt                               |  |
| 29. | Taz, mint betegápóló                     | Nursemaid Taz                                         |  |
|     |                                          |                                                       |  |
| 30. | Rontom-bontom                            | Home Despair                                          |  |
| 30. | Vegye-vigye                              | Take All of Me                                        |  |
|     |                                          |                                                       |  |
| 31. | Tyúk-agyú Taz                            | Bird-Brained Beast                                    |  |
| 31. | Hígagyú hasznavehetetlen kenguru         | Ready, Willing, Unable                                |  |
|     |                                          |                                                       |  |
| 32. | A világ Közepe: Tazmánia                 | We'll Always Have Taz-Mania                           |  |
| 32. | Néhány pillanat ami kimaradt             | Moments You've Missed                                 |  |
|     |                                          |                                                       |  |
| 33. | Szellemi táplálék                        | Food for Thought                                      |  |
| 33. | Darabokra törve                          | Gone to Pieces                                        |  |
|     |                                          |                                                       |  |
| 34. | Szentivánéji rémálom                     | A Midsummer Night's Scream                            |  |
| 34. | AsztronauTAZ                             | Astro Taz                                             |  |
|     |                                          |                                                       |  |
| 35. | Taz vezetni tanul                        | Driving Mr. Taz                                       |  |
| 35. | Medve rendbeszedve                       | Mean Bear                                             |  |
| 35. | Sziklatömb múzeum                        | Taz Museum                                            |  |
|     |                                          |                                                       |  |
| 36. | Taz, a nyerő                             | Ticket Taker Taz                                      |  |
| 36. | Taz2                                     | Taz2                                                  |  |
|     |                                          |                                                       |  |
| 37. | Tazmániai altató                         | Tazmanian Lullaby                                     |  |
| 37. | Az ördög és az őzike / Drága Taz         | Deer Taz                                              |  |
| 37. | A Taz-Manian Moment                      |                                                       |  |
|     |                                          |                                                       |  |
| 38. | HipnoTaz                                 | Hypnotazed                                            |  |
| 38. | Játékterem / Rézi mama és Taz            | Mum's n' Taz's                                        |  |
|     |                                          |                                                       |  |
| 39. |                                          | Kee-Wee Cornered                                      |  |
| 39. | But Is It Taz?                           |                                                       |  |
|     |                                          |                                                       |  |
| 40. | Gyagya wombat                            | Wacky Wombat                                          |  |
| 40. | Zizi Dili                                | Molly's Folly                                         |  |
|     |                                          |                                                       |  |
| 41. | Bírkafírka                               | Mutton for Nothing                                    |  |
| 41. | Összezárva                               | Dr. Wendal and Mr. Taz                                |  |
|     |                                          |                                                       |  |
| 42. | Ember a Marsról                          | The Man from M.A.R.S.                                 |  |
| 42. | Baráti kötelék                           | Friends for Strife                                    |  |
|     |                                          |                                                       |  |
| 43. | Érdemérem                                | Merit Badgered                                        |  |
|     |                                          |                                                       |  |
| 44. | Antenna Dilemma                          | Antenna Dilemma                                       |  |
| 44. | Autogram csata                           | Autograph Pound                                       |  |
|     |                                          |                                                       |  |
| 45. | A bolha csípje meg!                      | A Flea for Me                                         |  |
| 45. | A Young Taz's Fancy                      |                                                       |  |
|     |                                          |                                                       |  |
| 46. | Karácsonyi elfoglaltságok                | No Time for Christmas                                 |  |
|     |                                          |                                                       |  |
| 47. |                                          | Taz-Mania Confidential                                |  |
| 47. | The Platypi Psonic Psensation Psimulator |                                                       |  |
|     |                                          |                                                       |  |
| 48. | Gladiátorviadal                          | The Not-So-Gladiators                                 |  |
| 48. | Taz a porondon                           | One Ring Taz                                          |  |
|     |                                          |                                                       |  |
| 49. | Feneketlen bendő                         | The Thing that Ate the Outback                        |  |
| 49. | A szikla hőse                            | Because It's There                                    |  |
|     |                                          |                                                       |  |
| 50. |                                          | Of Bushrats and Hugh                                  |  |
|     |                                          |                                                       |  |
| 51. | Taz expedíció                            | Never Cry Taz                                         |  |
| 51. | Ubul balul üt ki                         | Bully for Bull                                        |  |
|     |                                          |                                                       |  |
| 52. | Nincs repeta                             | Retakes Not Included                                  |  |
| 52. | Pénz, pénz, pénz                         | Pledge Dredge                                         |  |
|     |                                          |                                                       |  |
| 53. |                                          | Bushlad's Lament                                      |  |
| 53. | Taz-Mania Comedy Institute               |                                                       |  |
|     |                                          |                                                       |  |
| 54. | Taz eltanyáz                             | The Taz Story Primer                                  |  |
| 54. | Taz jósol                                | Ask Taz                                               |  |
|     |                                          |                                                       |  |
| 55. | Willienek rémlik valami                  | Willie Wombat's Deja Boo-Boo                          |  |
| 55. | Torta tortúra                            | To Catch a Taz                                        |  |
|     |                                          |                                                       |  |
| 56. |                                          | It's a Taz's Life                                     |  |
| 56. | Gee Bull!                                |                                                       |  |
|     |                                          |                                                       |  |
| 57. | Kavarodás Kiviföldön                     | Taz in Keeweeland                                     |  |
| 57. | Taz spórol                               | Stuck for Bucks                                       |  |
| 57. | A Philosophical Taz Moment               |                                                       |  |
|     |                                          |                                                       |  |
| 58. | Tazmán Teke fenegyerekek                 | Yet Another Road to Taz-Mania                         |  |
|     |                                          |                                                       |  |
| 59. | Kupakbabona                              | Bad Luck Bottlecap                                    |  |
| 59. | Tanulságos történet                      | A Story with a Moral                                  |  |
|     |                                          |                                                       |  |
| 60. |                                          | Devil Indemnity                                       |  |
|     |                                          |                                                       |  |
| 61. | Taz és az Emu tojás                      | Taz and the Emu Egg                                   |  |
| 61. | Wombat Vilmos Lázadása                   | Willy Wombat's Last Stand                             |  |
| 61. | K-Taz Commercial                         |                                                       |  |
|     |                                          |                                                       |  |
| 62. | Fránya nátha                             | Feed a Cold                                           |  |
| 62. | Cserkész csel                            | Sidekick for a Day                                    |  |
|     |                                          |                                                       |  |
| 63. | Szombat délelőtt Taz-Mania-ban           | One Saturday in Taz-Mania                             |  |
| 63. | Platypus-i mozi                          | Platypi on Film                                       |  |
|     |                                          |                                                       |  |
| 64. |                                          | Doubting Dingo                                        |  |
| 64. | Sub Commander Taz                        |                                                       |  |
|     |                                          |                                                       |  |
| 65. |                                          | The Origin of the Beginning of the Incredible Taz-Man |  |
| 65. | Francis Takes a Stand                    |                                                       |  |